# Katarina Sawazka
Katarina Witalijiwna Sawazka (ukrainisch Катаріна Віталіївна Завацька; engl. Transkription Katarina Zavatska; * 5. Februar 2000 in Luzk) ist eine ukrainische Tennisspielerin.

## Karriere
Katarina Sawazka, die im Alter von fünf Jahren mit dem Tennissport begann, bevorzugt laut ITF-Profil Sandplätze. Sie spielt hauptsächlich Turniere auf der ITF Women’s World Tennis Tour, bei der sie bisher neun Turniersiege im Einzel und zwei im Doppel erringen konnte.
Im Jahr 2020 spielte Sawazka erstmals für die ukrainische Fed-Cup-Mannschaft; ihre Fed-Cup-Bilanz weist bislang 2 Siege bei keiner Niederlage aus.

## Turniersiege

### Einzel
| Nr. | Datum           | Turnier                  | Kategorie  | Belag     | Finalgegnerin        | Ergebnis      |
| --- | --------------- | ------------------------ | ---------- | --------- | -------------------- | ------------- |
| 1.  | 21. Juni 2015   | Telawi                   | ITF 10.000 | Sand      | Julie Razafindranaly | 6:1, 7:5      |
| 2.  | 30. August 2015 | Scharm asch-Schaich      | ITF 10.000 | Hartplatz | Ola Abou Zekry       | 2:6, 6:2, 6:3 |
| 3.  | 26. März 2017   | Santa Margherita di Pula | ITF 25.000 | Sand      | Chloé Paquet         | 6:1, 6:3      |
| 4.  | 11. März 2018   | Amiens                   | ITF 15.000 | Sand      | Eleonora Molinaro    | 6:1, 6:2      |
| 5.  | 7. Juli 2019    | Biella                   | ITF W25    | Sand      | Mayar Sherif         | 6:1, 6:3      |
| 6.  | 14. Juli 2019   | Contrexéville            | ITF W100   | Sand      | Ulrikke Eikeri       | 6:4, 6:4      |
| 7.  | 4. Juni 2023    | Brescia                  | ITF W60    | Sand      | Julija Hatouka       | 6:4, 6:2      |
| 8.  | 8. Oktober 2023 | Lissabon                 | ITF W40    | Sand      | Gergana Topalowa     | 6:3, 2:6, 7:5 |
| 9.  | 2. Juni 2024    | Brescia                  | ITF W75    | Sand      | Varvara Lepchenko    | 6:2, 6:3      |

### Doppel
| Nr. | Datum           | Turnier       | Kategorie | Belag | Partnerin        | Finalgegnerinnen                                      | Ergebnis          |
| --- | --------------- | ------------- | --------- | ----- | ---------------- | ----------------------------------------------------- | ----------------- |
| 1.  | 30. April 2022  | Zagreb        | ITF W60   | Sand  | Anastasia Dețiuc | Lina Gjorcheska Irina Chromatschowa                   | 6:4, 65:7, [11:9] |
| 2.  | 1. Oktober 2022 | San Sebastian | ITF W60   | Sand  | Aliona Bolsova   | Ángela Fita Boluda Guiomar Maristany Zuleta de Reales | 1:2 Aufgabe       |

## Abschneiden bei Grand-Slam-Turnieren

### Dameneinzel
| Turnier         | 2018 | 2019 | 2020 | 2021 | 2022 | 2023 | 2024 | Karriere |
| --------------- | ---- | ---- | ---- | ---- | ---- | ---- | ---- | -------- |
| Australian Open | —    | Q1   | Q2   | Q2   | —    | Q2   | Q2   | —        |
| French Open     | —    | Q3   | 1    | 1    | Q2   | —    | Q1   | 1        |
| Wimbledon       | —    | Q1   |      | Q1   | Q3   | Q1   | Q2   | —        |
| US Open         | Q1   | Q2   | 1    | Q1   | Q1   | Q1   | Q1   | 1        |

Zeichenerklärung: S = Turniersieg; F, HF, VF, AF = Einzug ins Finale / Halbfinale / Viertelfinale / Achtelfinale; 1, 2, 3 = Ausscheiden in der 1. / 2. / 3. Hauptrunde; Q1, Q2, Q3 = Ausscheiden in der 1. / 2. / 3. Qualifikationsrunde; nicht ausgetragen

### Juniorinneneinzel
| Turnier         | 2015 | 2016 | 2017 | Karriere |
| --------------- | ---- | ---- | ---- | -------- |
| Australian Open | —    | —    | —    | —        |
| French Open     | —    | VF   | 1    | VF       |
| Wimbledon       | 2    | AF   | —    | AF       |
| US Open         | 1    | 1    | —    | 1        |

Zeichenerklärung: S = Turniersieg; F, HF, VF, AF = Einzug ins Finale / Halbfinale / Viertelfinale / Achtelfinale; 1, 2, 3 = Ausscheiden in der 1. / 2. / 3. Hauptrunde; nicht ausgetragen